# Petteri Nummelin
Petteri Nummelin (* 25. listopadu 1972, Turku) je bývalý finský hokejový obránce, který naposledy hrál na profesionální úrovni za tým HC Nikko Ice Bucks v Asijské hokejové lize.
Petteri Nummelin zahájil svou profesionální kariéru v roce 1993 v týmu finské ligy Reipas Lahti, v dalších letech hrál postupně za finský tým TPS Turku (1993 až 1995), švédský tým Vastra Frolunda (1995 až 1997), švýcarský Davos (1997 až 2000), americký Columbus Blue Jackets (2000 až 2001) a švýcarské Lugano (2001 až 2006). Do svého návratu do NHL na podzim od roku (2006 do roku 2008) kde působil v Minnesota Wild. V roce 2008 se vrátil zpět do švýcarského týmu Lugano kde působil do sezóny 2012/13. Profesionální kariéru ukončil po sezóně 2017/18 v týmu HC Nikko Ice Bucks.
Petteri Nummelin byl dlouholetou oporou finské reprezentace, se kterou získal mimo jiné titul mistra světa v roce 1995 nebo stříbrnou olympijskou medaili v roce 2006.